# 1455
1455 (MCDLV) var ett normalår som började en onsdag i den julianska kalendern.

## Händelser

### Februari
- 23 februari – Tryckningen av Gutenbergs Bibel påbörjas och arbetet tar cirka tre år.
- Februari – Vid ett bröllop i Vadstena försöker Karl Knutsson (Bonde) få till fred, men Kristian I vill ha krig.

### April
- 8 april – Sedan Nicolaus V har avlidit den 24 mars väljs Alfonso de Borja till påve och tar namnet Calixtus III.

### Maj
- 22 maj – Rosornas krig utbryter i England.[1]
- 25 maj – Vapenstilleståndet mellan Karl Knutsson och Kristian I löper ut, varvid striderna återupptas.

### Juni
- 29 juni – Kristian I tar Älvsborg i besittning.

### Juli
- Juli – Tord Bonde återtar områden i Västergötland, utom Älvsborg och rycker även in i Bohuslän.

### Okänt datum
- Tord Bonde låter anlägga fästningen Karlsborg.
- Erik Axelsson (Tott) gifter sig med Elin Gustavsdotter (Sture).
- En ny pestepidemi hemsöker Sverige.

## Födda
- 1 eller 2 februari – Hans, kung av Danmark 1481–1513, av Norge 1483–1513 och av Sverige 1497–1501.
- 2 augusti  – Johan Cicero, kurfurste och markgreve av Brandenburg.

## Avlidna
- 18 februari – Fra Angelico, italiensk renässanskonstnär.
- 24 mars – Nicolaus V, född Tomaso Parentucelli, påve sedan 1447.[2]
- Isabella av Coimbra, portugisisk drottning.

### Fotnoter
1. ↑  Det hände i dag
2. ↑  ”Roman Catholic Church” (på engelska). World Statesmen. http://www.worldstatesmen.org/Catholic.html. Läst 23 november 2012.